# 371. п. н. е.

## Догађаји
- 6. јул - Битка код Леуктре, крај Спартанске и почетак Тебанске хегемоније у античкој Грчкој.

## Смрти
- Клеомброт I - у бици код Леуктре
- Сфордија - спартански војсковођа (у бици код Леуктре)